# Quận San Juan, New Mexico
Quận  là một quận thuộc tiểu bang New Mexico, Hoa Kỳ. Quận này có diện tích 14.281 km², dân số theo điều tra năm  2000 của Cục điều tra dân số Hoa Kỳ là 113.801 người 2. Quận lỵ đóng tại thành phố Aztec6. Quận được lập năm 1887 từ quận Rio Arriba, được đặt tên theo sông San Juan.

## Địa lý
Theo Cục điều tra dân số Hoa Kỳ, quận có diện tích 14.281 km2, trong đó có km2 là diện tích mặt nước.